# Кубок Федерации 2008. Зона Азия/Океания
Зона Азия/Океания — одна из трёх региональных зон в Кубке Федерации. Состоит из группы I (8 сборных) и группы II (7 сборных).

## Группа I
Место проведения: National Tennis Development Centre, Бангкок, Таиланд, хард
Дата: Неделя с 28 января
| Группа А | Группа А                               | Группа А | Группа А | Группа А | Группа А |
|          | Страна                                 | НЗЕ      | АВС      | ИНО      | ИНИ      |
| -------- | -------------------------------------- | -------- | -------- | -------- | -------- |
| 1        | Новая Зеландия (2-1, 6 выигранных игр) |          | 1-2      | 3-0      | 2-1      |
| 2        | Австралия (2-1, 5)                     | 2-1      |          | 1-2      | 3-0      |
| 3        | Индонезия (1-2, 4)                     | 0-3      | 2-1      |          | 2-1      |
| 4        | Индия (0-3)                            | 1-2      | 0-3      | 1-2      |          |

| Группа B | Группа B               | Группа B | Группа B | Группа B | Группа B |
|          | Страна                 | УЗБ      | КТА      | ТАВ      | ГОН      |
| -------- | ---------------------- | -------- | -------- | -------- | -------- |
| 1        | Узбекистан (3-0)       |          | 2-1      | 2-1      | 2-1      |
| 2        | Китайский Тайбэй (2-1) | 1-2      |          | 3-0      | 2-1      |
| 3        | Таиланд (1-2)          | 1-2      | 0-3      |          | 3-0      |
| 4        | Гонконг (0-3)          | 1-2      | 1-2      | 0-3      |          |

### Плей-офф
| Места | Победитель       | Счёт | Проигравший    |
| ----- | ---------------- | ---- | -------------- |
| 1 — 2 | Узбекистан       | 2-1  | Новая Зеландия |
| 3 — 4 | Китайский Тайбэй | 3-0  | Австралия      |
| 5 — 6 | Индонезия        | 2-1  | Таиланд        |
| 7 — 8 | Индия            | 2-1  | Гонконг        |

- сборная Узбекистана переходит в плей-офф Мировой группы II
- сборная Гонконга выбывает в группу II зоны Азия/Океания

## Группа II
Место проведения: National Tennis Development Centre, Бангкок, Таиланд, хард
Дата: Неделя с 28 января
| Группа А | Группа А               | Группа А | Группа А | Группа А |
|          | Страна                 | ЮКО      | ФИЛ      | СИР      |
| -------- | ---------------------- | -------- | -------- | -------- |
| 1        | Республика Корея (2-0) |          | 2-1      | 3-0      |
| 2        | Филиппины (1-1)        | 1-2      |          | 3-0      |
| 3        | Сирия (0-2)            | 0-3      | 0-3      |          |

| Группа B | Группа B           | Группа B | Группа B | Группа B | Группа B |
|          | Страна             | КАЗ      | СИН      | ТУР      | ШЛА      |
| -------- | ------------------ | -------- | -------- | -------- | -------- |
| 1        | Казахстан (3-0)    |          | 3-0      | 3-0      | 3-0      |
| 2        | Сингапур (2-1)     | 0-3      |          | 2-1      | 2-1      |
| 3        | Туркменистан (1-2) | 0-3      | 1-2      |          | 2-1      |
| 4        | Шри-Ланка (0-3)    | 0-3      | 1-2      | 1-2      |          |

### Плей-офф
| Места | Победитель       | Счёт | Проигравший |
| ----- | ---------------- | ---- | ----------- |
| 1 — 2 | Республика Корея | 2-0  | Казахстан   |
| 3 — 4 | Сингапур         | 1-2  | Филиппины   |
| 5 — 6 | Туркменистан     | 2-1  | Сирия       |

- сборная Южной Кореи переходит в группу I зоны Азия/Океания